# Eupelmus pacificus
Eupelmus pacificus is een vliesvleugelig insect uit de familie Eupelmidae. De wetenschappelijke naam is voor het eerst geldig gepubliceerd in 1926 door Timberlake.